# Wojciech Kostrzewa
Wojciech Julian Kostrzewa (ur. 18 października 1960 w Warszawie) – polski menedżer i przedsiębiorca, w latach 2005–2018 prezes i dyrektor generalny Grupy ITI, prezes Polskiej Rady Biznesu.

## Życiorys
W latach 1979–1981 studiował prawo na Uniwersytecie Warszawskim, w 1987 ukończył ekonomię na Uniwersytecie Chrystiana Albrechta w Kilonii. W 1981 wraz z czterema studentami z RFN, Austrii oraz Węgier założył European Law Students’ Association (ELSA).
W latach 1984–1991 był asystentem na Uniwersytecie Chrystiana Albrechta, a następnie pracownikiem naukowym w Institut für Weltwirtschaft w Kilonii. W okresie 1989–1991 pełnił funkcję doradcy ministra finansów Leszka Balcerowicza. W latach 1990–1995 był prezesem zarządu Polskiego Banku Rozwoju. Od 1996 do 1998 był wiceprezesem zarządu, a następnie od maja 1998 do listopada 2004 prezesem zarządu BRE Banku. Od stycznia 2002 do listopada 2004 pełnił funkcję członka zarządu regionalnego Commerzbanku, odpowiadając za całość operacji w Europie Środkowej i Wschodniej. W latach 1999–2018 związany z Grupą ITI jako członek rady dyrektorów, od 2005 pełnił funkcję jej prezesa i dyrektora generalnego.
Powołany w skład rady nadzorczej spółki akcyjnej TVN, obejmował funkcje jej przewodniczącego i wiceprzewodniczącego. Powoływany w skład rad nadzorczych różnych przedsiębiorstw, m.in. szwajcarskiej grupy Stadler Rail oraz spółek ubezpieczeniowych Ergo Hestia. W 2019 objął stanowisko dyrektora generalnego działającego w branży technologii finansowych przedsiębiorstwa Billon, a w 2024 został przewodniczącym jego rady dyrektorów. W latach 2020–2023 zasiadał w radzie nadzorczej Canal+ Polska. W lutym 2025 został powołany na stanowisko przewodniczącego rady nadzorczej Alior Banku.
Był jednym z założycieli, a w okresie 2004–2007 prezesem Polsko-Niemieckiej Izby Przemysłowo-Handlowej. W latach 2007–2020 był wiceprezydentem Polskiej Konfederacji Pracodawców Prywatnych Lewiatan, od 2020 wchodził w skład Rady Głównej tej organizacji. W 1995 został członkiem, a w 2015 wiceprezesem Polskiej Rady Biznesu. W 2019 objął funkcję jej prezesa.

## Odznaczenia
W 2015 odznaczony Krzyżem Oficerskim Orderu Odrodzenia Polski.